# Hendrie Krüzen
Hendrik Krüzen, dit Hendrie Krüzen, est un ancien footballeur international néerlandais né le 24 novembre 1964 à Almelo aux Pays-Bas. Il est actuellement l'entraîneur adjoint de l'Heracles Almelo.

## Carrière (joueur)
- 1980-1986 : Heracles Almelo  Pays-Bas
- 1986-1988 : FC Den Bosch  Pays-Bas
- 1988-1989 : PSV Eindhoven  Pays-Bas
- 1988-1989 : FC Den Bosch  Pays-Bas
- 1989-1991 : KV Courtrai  Belgique
- 1991-1992 : RFC de Liège  Belgique
- 1992-1994 : KSV Waregem  Belgique
- 1994-1996 : Heracles Almelo  Pays-Bas
- 1996 : AZ Alkmaar  Pays-Bas
- 1996-2000 : Go Ahead Eagles  Pays-Bas
- 2000-2002 : AGOVV Apeldoorn  Pays-Bas

## Palmarès
- Vainqueur de l'Euro 1988 avec l'équipe des Pays-Bas
- 5 sélections et 0 but avec l'équipe des Pays-Bas entre 1987 et 1989